# Bílov (Moravia-Slesia)
Bílov (in tedesco Bielau) è un comune della Repubblica Ceca facente parte del distretto di Nový Jičín, nella regione della Moravia-Slesia.